# Орден Корони (Іран)
Орден Корони (перс. نشان تاج) — вища державна нагорода Ірану.

## Історія
Орден був заснований у 1913 році шахиншахом Персії Ахмадом Каджаром на заміну знеціненого Ордена Лева і Сонця. У 1926 році шахиншах Реза Пахлаві модифікував орден, а також понизив у статусі через заснування Ордена Пахлаві, який перейняв статус вищої державної нагороди. У 1979 році у результаті ісламської революції всі ордени імперської держави, в тому числі і цей, були скасовані.

## Опис ордена
Зовнішній вид ордена нагадує французький Орден Почесного легіону. Це п'ятикутний хрест, кінці якого нагадують ластівчин хвіст, з білої емалі з каймою зеленої і маленькими кульками на кінцях. У центрі круглий медальйон з блакитної емалі з широкою золотою каймою. По центру медальйона вміщено зображення корони Кіані, яка використовувалася правителями з династії Каджарів. На каймі дві гілки: лаврова і дубова, вгорі рік: «١٣٣٢» («1332» — за місячним календарем). Зворотня сторона містить зображення сонця аріїв. Орден за допомоги перехідної ланки, яка має вигляд віночка, кріпиться до стрічки. Стрічка ордена золотого кольору з небесно-блакитними смужками по краях.

## Ступені
Орден має три ступені і два достоїнства: ступінь Кавалер, ступінь Офіцер, ступінь Командор, достоїнство Великий Офіцер і найвище достоїнство — Великий Хрест.